# Un traguito
«Un traguito» es una canción grabada por el grupo español Lérica, lanzada como sencillo de su EP, De cero. En este sencillo colabora la cantante mexicana Belinda.

## Información

### Composición
La canción ofrecen aires urbanos donde se muestran la superación y el olvido a los problemas y a la persona que quedó anclada en sus recuerdos, el tema principal de la canción es el desamor. Tanto el ritmo como la melodía de la canción se centran en la música latina. A la vez, tiene un sonido fresco y actual donde la guitarra protagoniza la base instrumental cuyo compás lo marcan unos beats que se mueven entre el reggaetón y la rumba.
En una entrevista con People FM, el grupo dijo lo siguiente:

"Empezamos a reconducir el proyecto de Lérica con José Cano, que ha estado llevando la carrera de Juan Magán. Se fijó en nosotros y se interesó, a raíz de ahí vimos qué canciones íbamos a sacar y el tema de las colaboraciones. Él tiene muy buen contacto con Belinda, a ella le encantó la canción y quiso colaborar. Belinda grabó su parte en México, después vino a España y grabamos el videoclip. Tenemos un recuerdo fantástico de ese día, es un encanto de persona."
Lérica

## Formatos
| Descarga digital |               |          |  |
| N.º              | Título        | Duración |  |
| 1.               | «Un traguito» | 3:04     |  |

## Listas
| Lista (2019)             | Posición más alta |
| ------------------------ | ----------------- |
| España Top 100 Canciones | 65                |

## Certificaciones
| País                                                       | Organismo certificador | Certificación | Ventas  |
| ---------------------------------------------------------- | ---------------------- | ------------- | ------- |
| España                                                     | PROMUSICAE             | Platino       | 40 000‡ |
| ‡ Cifras de ventas basadas únicamente en la certificación. |                        |               |         |